# Station Chandler's Ford
Chandler's Ford is een spoorwegstation van National Rail in Chandler's Ford, Eastleigh in Engeland. Het station is eigendom van Network Rail en wordt beheerd door South Western Railway. 